# Johann Conrad Spölin
Johann Conrad Spölin (* 3. März 1615 in Heilbronn; † 14. Dezember 1680 ebenda) war von 1673 bis 1680 Bürgermeister der Reichsstadt Heilbronn.

## Leben
Er war von Beruf Jurist und 1643 Mitglied des großen, äußeren Rats („von der Gemeind“), später 1648 Mitglied des inneren, kleinen Rats („von den Burgern“), 1658 Steuerherr und ab 1673 Bürgermeister von Heilbronn. Er war der Sohn von Bürgermeister Conrad Spölin und war mit Margherete Kollenberger verheiratet, der Enkeltochter des Bürgermeisters David Kollenberger. Sie hatten einen Sohn: Conrad.